# Hyphessobrycon sovichthys
Hyphessobrycon sovichthys är en fiskart som beskrevs av Schultz, 1944. Hyphessobrycon sovichthys ingår i släktet Hyphessobrycon och familjen Characidae. Inga underarter finns listade i Catalogue of Life.